# Mica Paris
Mica Paris, född Michelle Antoinette Wallen den 27 april 1969 i Islington i London, är en brittisk sångare, musikproducent, låtskrivare och TV-värd.
Paris sjöng i gospelgruppen Spirit of Watts innan hon turnerade och spelade in med gruppen Hollywood Beyond. 1988 släppte Paris sitt debutalbum So Good på 4th & Broadway Records. Albumet inkluderar bland annat låten My One Temptation som blev en UK top 10 hit. 1989 gjorde hon låten Where Is The Love tillsammans med Will Downing.
De senaste åren har Paris mest sysslat med TV, film och teater. I svensk TV har hon setts i Kanal 5:s program Stilpoliserna tillsammans med Lisa Butcher samt Jacobs Stege 1988. 

## Diskografi, album
- So Good (1988)
- Contribution (1990)
- Whisper A Prayer (1993)
- Black Angel (1998)
- Soul Classics (2005)
- If You Could Love Me (2005)
- Born Again (2009)